# Naturschutzgebiet Goldene Tröge
Das Naturschutzgebiet Goldene Tröge mit einer Größe von 11,14 ha liegt nordöstlich von Medebach. Es wurde 2003 mit dem Landschaftsplan Medebach durch den Hochsauerlandkreis als Naturschutzgebiet (NSG) ausgewiesen. Das NSG ist Teil des Europäischen Vogelschutzgebietes Medebacher Bucht (DE-4717-401).

## Gebietsbeschreibung
Im NSG handelt es sich um eine Talmulde mit Grünland. Im Grünland finden sich Feuchtwiesen und Sickerquellen.

## Pflanzenarten im NSG
Im NSG kommen gefährdete Pflanzenarten vor. Auswahl vom Landesamt für Natur, Umwelt und Verbraucherschutz Nordrhein-Westfalen dokumentierter Pflanzenarten im Gebiet: Bachbunge, Borstgras, Breitblättriger Thymian, Breitblättriges Knabenkraut, Brennender Hahnenfuß, Echtes Labkraut, Echtes Mädesüß, Feld-Ehrenpreis, Gänseblümchen, Gamander-Ehrenpreis, Geflecktes Johanniskraut, Gewöhnliche Kreuzblume, Gewöhnliches Ferkelkraut, Gras-Sternmiere, Heide-Nelke, Kleine Bibernelle, Kleines Habichtskraut, Knolliger Hahnenfuß, Kriechender Günsel, Kriechender Hahnenfuß, Kuckucks-Lichtnelke, Magerwiesen-Margerite, Moor-Labkraut, Quell-Sternmiere, Quellen-Hornkraut, Rundblättrige Glockenblume, Scharfer Hahnenfuß, Schlangen-Knöterich, Spitzlappiger Frauenmantel, Sumpf-Dotterblume, Sumpf-Vergissmeinnicht, Vogel-Wicke, Wald-Ehrenpreis, Weißes Labkraut, Wiesen-Bärenklau, Wiesen-Flockenblume, Wiesen-Kerbel, Wiesen-Kümmel, Wiesen-Kerbel, Wiesen-Kümmel, Wiesen-Storchschnabel, Wiesen-Schaumkraut.

## Schutzzweck
Das NSG soll das Grünland mit seinem Arteninventar schützen. Wie bei allen Naturschutzgebieten in Deutschland wurde in der Schutzausweisung darauf hingewiesen, dass das Gebiet „wegen der Seltenheit, besonderen Eigenart und Schönheit des Gebietes“ zum Naturschutzgebiet erklärt wurde.